# نهرمسیر
نهرمسیر، روستایی از توابع بخش مرکزی شهرستان شادگان در استان خوزستان ایران است.

## جمعیت
این روستا در دهستان آبشار قرار دارد و براساس سرشماری مرکز آمار ایران در سال ۱۳۸۵، جمعیت آن ۳٬۲۲۱ نفر (۶۵۴خانوار) بوده‌است.